# Laura Vicente
Laura Vicente Villanueva (1958) es una historiadora española especializada en la historia del anarquismo, el movimiento obrero y la historia de las mujeres.

## Biografía
Se doctoró en Historia por la Universidad de Zaragoza con la lectura en 1990 de  Movimiento obrero en Zaragoza capital, 1914-1923, una tesis dirigida por Juan José Carreras Ares, en la que estudió el movimiento sindical zaragozano en los años que antecedieron a la dictadura de Primo de Rivera.
Máster en Estudis de les Dones por la Universidad de Barcelona en 2001. Catedrática de educación secundaria en un instituto de Villanueva y la Geltrú,
Ingresó con 17 años en los Comités de Estudiantes (CCEE) y en 1976-77 en la Asamblea por la Autonomía Obrera. A raíz de su desaparición contactó con el mundo libertario en 1977 y se sumó a los Ateneos Libertarios  participando en la fundación de uno de ellos en Las Fuentes, barrio obrero en el que vivía. Posteriormente ingresó en la CNT y  en Mujeres Libertarias en 1980, participando en la Asamblea Ecologista de Zaragoza y en diversas actividades culturales. 
Aprobó oposiciones como profesora de Enseñanza Secundaria en 1982, trasladándose a vivir a Granollers y en 1985 a Vilanova i la Geltrú donde mantuvo su actividad dentro de CNT, posteriormente CGT. Fue activista en el movimiento 15m. en Vilanova i la Geltrú (Asamblea Popular 15M) y en la Asamblea de Enseñanza Secundaria del Garraf que se coordinó en la Asamblea Interzonas de Cataluña (entre 2011-2014).  En 2014 causó baja en CGT. 
Cofundadora en noviembre de 2018 del grupo de debate y reflexión anarcofeminista: REDES.
Formó parte del equipo de redacción de la revista Libre Pensamiento que edita CGT hasta la primavera de 2022 (nº 110) y de la revista de historia XIX y veinte.

## Obras
- — (1993). Sindicalismo y conflictividad social: Zaragoza, 1916-1923. Zaragoza: Institución Fernando el Católico.[7]
- — (2006). Teresa Claramunt. Pionera del feminismo obrerista anarquista. Madrid: Fundación Anselmo Lorenzo.[6]
- --- (2008) Aproximación a Mujeres Libres. Pròleg i Antecedents de Mujeres Libres. Barcelona, CMHD.
- ---VICENTE, Laura y MONEREO, Carles (2009) “Actividades de evaluación en el ámbito de las ciencias sociales” en Carles Monereo (coord.) Pisa como excusa. Repensar la evaluación para cambiar la enseñanza, Barcelona, Graó.
- --- (2011) “Rafaela Torrents. Los “poderes” de una mujer de clase acomodada en la Cataluña decimonónica” en Mª Isabel del Val Valdivieso – Cristina Segura Graiño (coords.), La participación de las mujeres en lo político. Mediación, representación y toma de decisiones. Madrid, Almudayna.
- — (2013). Historia del anarquismo en España. Madrid: Los Libros de la Catarata.[8]
- --- (2014) “Teresa Claramunt: Feminismo obrerista y librepensador” en María Dolores Ramos (Coord.), TEJEDORAS DE CIUDADANÍA. Culturas políticas, feminismos y luchas democráticas en España. Universidad de Málaga, Málaga.
- ---(2017) “El feminismo como principio de justicia en Anselmo Lorenzo” en VVAA, En el alba del anarquismo. Anselmo Lorenzo (1914-2014). Calumnia Edicions, Mallorca.
- — (2017). Mujeres libertarias de Zaragoza: El feminismo anarquista en la Transición. Mallorca: Calumnia edicions/Els oblidats.[9]
- ---(2018) "Amalia Domingo Soler: Espiritista y feminista" en VVAA, Activistas, militantes y propagandistas. Biografías en los márgenes de la cultura republicana (1868-1978). Athenaica, Sevilla.
- ---(2018) Pròleg en Teatre anarquista. Felip Cortiella. Arola, Tarragona.
- — (2018). Mujer contra mujer en la Cataluña insurgente. Zaragoza: Comuniter.[10][11]
- ---(2018) Introducción “Teresa Claramunt. La Mujer”. Calumnia Edicions, Mallorca.
- ---(2018) "La revista Mujeres Libres, inicio de la <red de cordialidad>". Ponencia presentada en las Jornadas 80 Aniversario de la Federación Nacional de Mujeres Libres. Secretariado Permanente del Comité Confederal de la CGT, Madrid.
- ---(2020) Introducción "Páginas de la Mujer" de Lola Iturbe. Calumnia Edicions, Mallorca.
- ---(2020) La revolución de las palabras. La revista Mujeres Libres. Comares, Granada.